# Auguste Chabaud
 (juillet 2025).
La mise en forme du texte ne suit pas les recommandations de Wikipédia : il faut le « wikifier ».
Les points d'amélioration suivants sont les cas les plus fréquents. Le détail des points à revoir est peut-être précisé sur la page de discussion.
- Les titres sont pré-formatés par le logiciel. Ils ne sont ni en capitales, ni en gras.
- Le texte ne doit pas être écrit en capitales (les noms de famille non plus), ni en gras, ni en italique, ni en « petit »…
- Le gras n'est utilisé que pour surligner le titre de l'article dans l'introduction, une seule fois.
- L'italique est rarement utilisé : mots en langue étrangère, titres d'œuvres, noms de bateaux, etc.
- Les citations ne sont pas en italique mais en corps de texte normal. Elles sont entourées par des guillemets français : « et ».
- Les listes à puces sont à éviter, des paragraphes rédigés étant largement préférés. Les tableaux sont à réserver à la présentation de données structurées (résultats, etc.).
- Les appels de note de bas de page (petits chiffres en exposant, introduits par l'outil «  Source ») sont à placer entre la fin de phrase et le point final[comme ça].
- Les liens internes (vers d'autres articles de Wikipédia) sont à choisir avec parcimonie. Créez des liens vers des articles approfondissant le sujet. Les termes génériques sans rapport avec le sujet sont à éviter, ainsi que les répétitions de liens vers un même terme.
- Les liens externes sont à placer uniquement dans une section « Liens externes », à la fin de l'article. Ces liens sont à choisir avec parcimonie suivant les règles définies. Si un lien sert de source à l'article, son insertion dans le texte est à faire par les notes de bas de page.
- La présentation des références doit suivre les conventions bibliographiques. Il est recommandé d'utiliser les modèles {{Ouvrage}}, {{Chapitre}}, {{Article}}, {{Lien web}} et/ou {{Bibliographie}}. Le mode d'édition visuel peut mettre en forme automatiquement les références.
- Insérer une infobox (cadre d'informations à droite) n'est pas obligatoire pour parachever la mise en page.

Pour une aide détaillée, merci de consulter Aide:Wikification.
Si vous pensez que ces points ont été résolus, vous pouvez retirer ce bandeau et améliorer la mise en forme d'un autre article.
 (juillet 2016).
Pour les articles homonymes, voir Chabaud.
Auguste Elysée Chabaud né le 3 octobre 1882 à Nîmes et mort le 23 mai 1955 à Graveson est un peintre et sculpteur français.

## Biographie

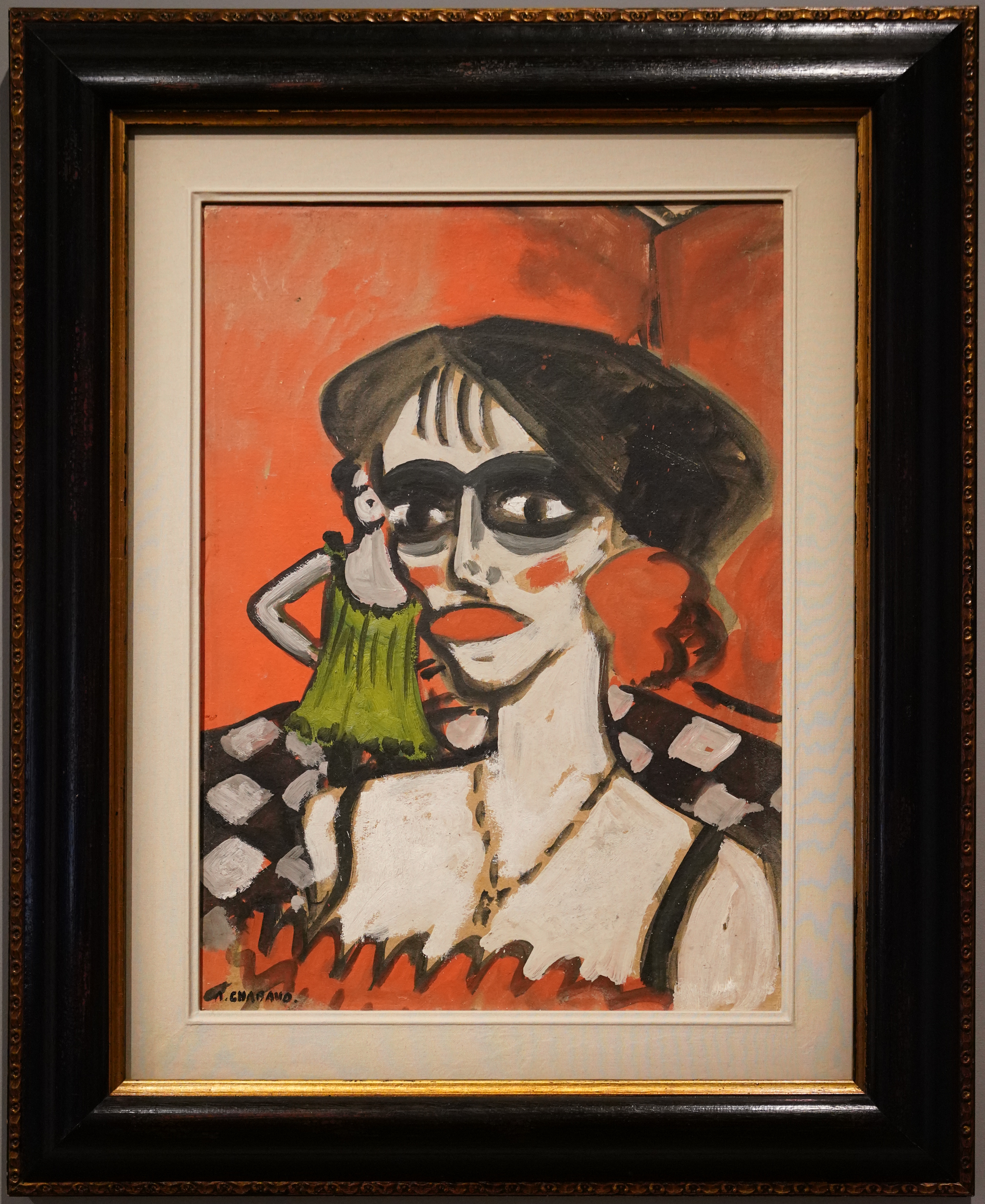
Yvette (1906), Musée d'Art moderne de Troyes

Entré à l'école des beaux-arts d'Avignon en 1896, Auguste Chabaud a pour maître Pierre Grivolas. Puis en 1899, il part à Paris poursuivre ses études à l'Académie Julian et à École des beaux-arts, dans l'atelier de Fernand Cormon (1845-1924). Il rencontre Henri Matisse et André Derain. La propriété viticole de ses parents subit la crise de 1900, obligeant Auguste Chabaud à redescendre dans le Midi.
En 1901, Auguste Chabaud doit quitter Paris pour gagner sa vie, il s'embarque comme pilotin (ou pilotier) sur un navire et découvre la côte occidentale africaine. La même année son père meurt ; il hérite avec son frère de la propriété viticole et des terres que seul son frère va gérer. À cette période, Chabaud travaille beaucoup sur papiers de boucherie.
De 1903 à 1906, il fait son service militaire en Tunisie d'où il va revenir avec des carnets de croquis remplis d'images locales, dont de nombreux dessins de militaires, d'indigènes et de scènes de bar peuplés de filles et de marins.
De retour à Paris, Chabaud débute en 1907 au Salon des indépendants exposant parmi les fauves. Il va découvrir une nouvelle vie, celle de la nuit parisienne et des cabarets. Les collectionneurs commencent à s'intéresser à son travail. À Montmartre où il a son atelier, il peint les rues et les places animées ou désertes, les scènes de la vie nocturne et les maisons closes.
En 1911, il entame sa période cubiste, travaille de grands formats et sculpte.
S'ensuivent de nombreuses expositions dont celle de New York en 1913 où il expose aux côtés d'Henri Matisse, André Derain, Maurice de Vlaminck et Pablo Picasso, puis à Chicago et Boston. Ses toiles de la période fauve décrivent la vie nocturne parisienne : cabarets, cafés théâtre, prostituées, aux teintes de couleurs vives (jaune, rouge) contrastant avec les couleurs de la nuit (bleu marine, noir).
À son retour de la Première Guerre mondiale, en 1919, Auguste Chabaud s'installe définitivement à Graveson, dans la propriété familiale, le mas de Martin situé au pied de la Montagnette. À partir de 1920, il entame sa période bleue où il emploie le bleu de Prusse à l'état pur, dans laquelle la Provence, ses personnages et ses coutumes sont mis en avant. Le Sud, qu'il n'a jamais cessé de peindre, même dans sa période parisienne, va l'occuper désormais exclusivement. Comme l'avait fait Paul Cézanne avec la montagne Sainte-Victoire, Auguste Chabaud immortalisera « la montagnette », peignant des scènes de campagne, des paysans arpentant les collines et sentiers des Alpilles. Il y restera jusqu'à la fin de sa vie, vivant reclus dans sa maison avec sa femme et ses sept enfants. Surnommé l'« ermite de Graveson », il meurt en 1955.
Certaines de ses œuvres sont conservées à Marseille au musée Cantini, à Paris au musée national d'Art moderne, au musée d'Art moderne de la ville de Paris, et à Genève au Petit Palais. En 1992, le conseil régional de Provence-Alpes-Côte d'Azur ouvre un musée en son honneur à Graveson. Des peintres lui rendent régulièrement hommage, comme Claude Viallat en 2003.
Auguste Chabaud a écrit des poèmes et des livres comme L'Estocade de vérité, Le Tambour Gautier, Je me suis pris pour Démosthène.

## Expositions

### Expositions personnelles
- Exposition des Peintures et des Dessins d'Auguste Chabaud, Galerie Bernheim-Jeune, Paris, 11 au 23 mars 1912 [1]
- Auguste Chabaud, cinquante années de peinture, Cercle Volney, Paris, 20 juin au 13 juillet 1952[2]
- Rétrospective Auguste Chabaud, Musée d'Art moderne de Troyes, Troyes, 20 juin au 10 septembre 1989[3]
- Auguste Chabaud 1882-1955 : Gemälde, Aquarelle, Zeichnungen, Skulpturen, Saarland museum, Sarrebruck, 04 avril au16 mai 1993[4]
- Vues : un siècle de regard sur les Alpilles - Auguste Chabaud, Albert Gleizes, Raymond Guerrier, André Marchand, Mario Prassinos, Maurice-Élie Sarthou, René Seyssaud, Jacques Winsberg, Musée Estrine, Saint-Rémy-de-Provence, mars-mai 2015.

- Auguste Chabaud en Provence, Palais des Arts, Marseille mai-septembre 2010[5]
- Chabaud - Fauve et Expressionniste, musée Paul Valery, Sète, 15 juin au 28 octobre 2012[6]

### Expositions collectives
- Salon d'Automne, 6ème exposition, Grand Palais des Champs Elysées, Paris, 1er octobre au 8 novembre 1908[7]
- Sécession Berlinoise (Neue Secession), Berlin, 1er au 30 décembre 1910[8]
- Moderne Bund, Grand Hôtel du Lac, Lucerne, 3 au 17 décembre 1911[9]
- Salon de Mai 1912, Marseille, 1er au 15 mai 1912[10]
- Armory Show, New-York, 17 février au 15 mars 1913 [11]
- Armory Show, Boston, 28 avril au 19 mai 1913 [12]
- Post-Impressionist and Futurist Exhibition, Doré Gallery, Londres,12 octobre 1913 au 16 janvier 1914 [13]
- The Grafton Group. Vanessa Bell, Roger Fry, Duncan Grant. Second Exhibition, Londres, janvier 1914 [14]

- Seyssaud - Verdilhan - Chabaud, Trois provençaux dans la modernité, Galerie Alexis Pentcheff, Marseille, septembre-octobre 2016 [15]

- César & Chabaud, deux artistes en liberté, du 8 avril au 15 octobre 2023, Palais épiscopal d'Uzès[16].

## Œuvres dans les collections publiques
France
- Avignon, musée Calvet : Grande baigneuse bleue, huile sur carton marouflé sur contreplaqué, 106 × 76 cm[17]
- Cagnes-sur-Mer, Musée Renoir : Le Pont, huile sur toile, 58,5 × 87 cm[18]
- Granville, musée d'Art moderne Richard-Anacréon : 
  - Les Montagnettes, huile sur carton, 38 × 53 cm[19]
  - Saint-Rémy-de-Provence, huile sur carton, 24 × 33 cm[20]
  - L'Escalier, huile sur carton, 38 × 53 cm[21]
- Graveson, 
  - hôtel de ville : Mas provençal, huile sur toile, 48 × 71 cm[22]
  - musée Auguste Chabaud : 
    - Hôtel de luxe, 1907, huile sur carton parqueté, 53 × 68 cm
    - Chemin pierreux et oliviers, huile sur toile, 32,2 × 49,5 cm
    - Le Mas de l'allemand, 1948-1950, huile sur toile, 53,5 × 7`3 cm
    - Les Olivades, 1950, huile sur toile, 192 × 451 cm[23]
    - Route dans les montagnes, 1930, huile sur carton, 35,3 × 49 cm
    - La Montagnette, 1925, huile sur toile, 36,4 × 53,2 cm
    - La Montagnette au verger d'oliviers, 1925, huile sur toile, 36,2 × 53,2 cm
    - Les Travailleurs de la vigne, vers 1925, huile sur toile, 116 × 89 cm
    - Le Pont de la roubine ou Paysage provençal, 1948-1950, huile sur toile, 53,5 × 68 cm[24]
- Marseille, musée Cantini : 
  - La Femme à la cigarette, 1907-1912, huile sur carton, 26,5 × 38,5 cm[25].
  - Berger regardant la plaine, huile sur toile, 84 × 100 cm[26]
  - Chemin et ravin en Provence, huile sur toile, 57 × 100 cm[27]
- Montpellier, musée Fabre : Les Tirailleurs sénégalais, huile sur toile, 107 × 76 cm[28]
- Paris, Centre Pompidou : Bord de mer, 1905, huile sur carton, 104,5 × 75 cm[29]

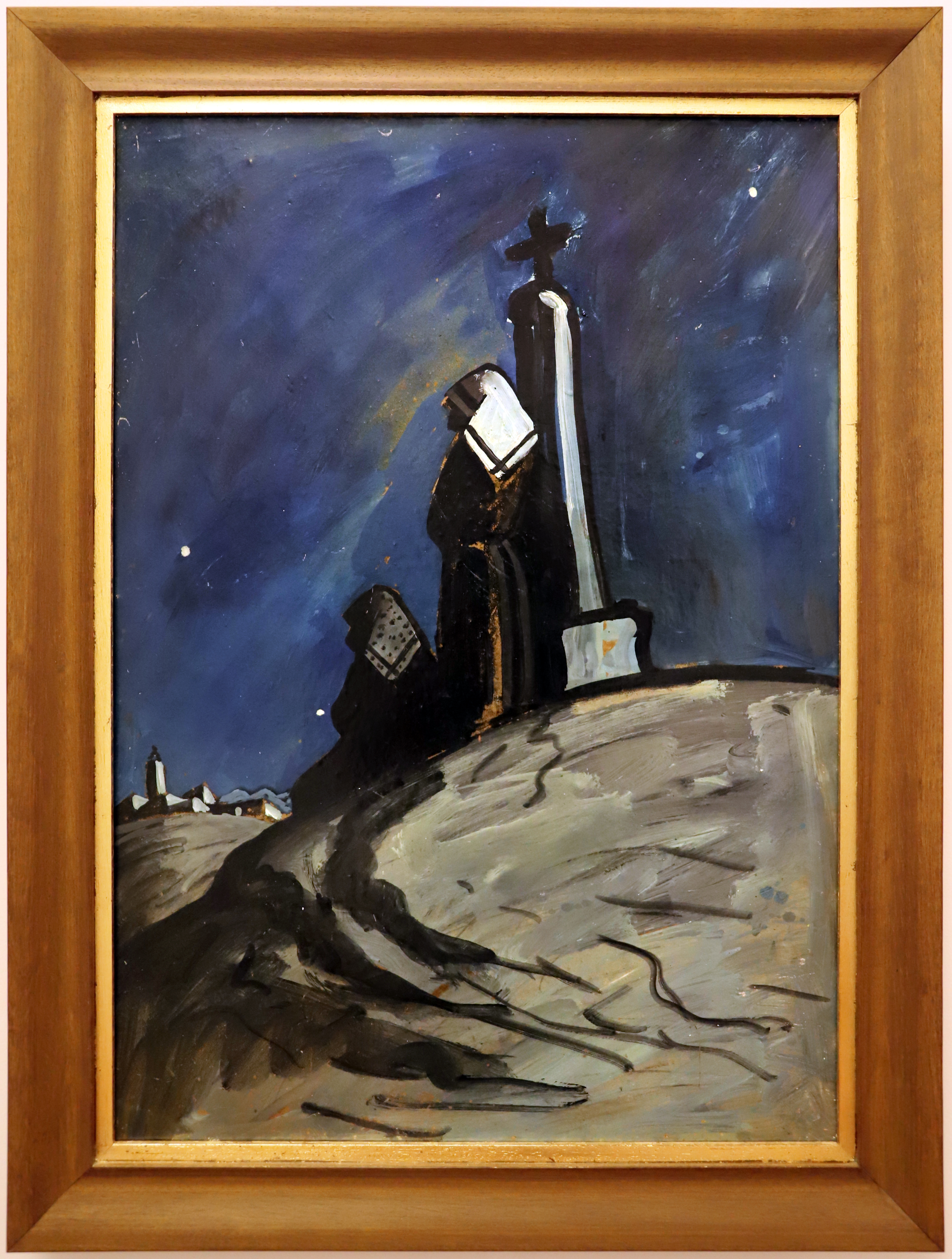
Femmes Provençales à la croix, 1925

- Femmes Provençales à la croix, 1925Toulon, musée d'Art : Villeneuve-lès-Avignon, huile sur carton, 53 × 76 cm.
- Troyes, musée d'Art moderne : 
  - La Gare, 1907, huile sur toile, 73 × 100 cm[30].
  - Assiette rouge, vers 1907, huile sur toile, 53 × 76 cm[31]
  - Yvette, huile sur carton, 38,5 × 53,5 cm[32]
  - Le Repos dans le jardin, huile sur toile, 65 × 81 cm[33]
  - La Terrasses, vue sur le pré, huile sur carton, 53 × 76 cm[34]

Suisse
- Genève, musée du Petit Palais.

Vatican
- Vatican, Musées du Vatican : Femmes Provençales à la croix, huile sur toile[35]

## Ouvrages illustrés
- Max-Philippe Delavouët, Quatre Cantico pèr l’Age d’Or (« Quatre Cantiques pour l’Age d’Or »), lithographies, collection du Bayle-Vert, 1950.